# Billom
 Billom  es una población y comuna francesa, situada en la región de Auvernia, departamento de Puy-de-Dôme, en el distrito de Clermont-Ferrand. Es el chef-lieu y mayor población del cantón de Billom.

## Demografía
| 3300 | 3704 | 3968 | 4092 | 3968 | 4246 |
| Para los censos de 1962 a 1999 la población legal corresponde a la población sin duplicidades (Fuente: INSEE [Consultar]) |      |      |      |      |      |